# Rafał Krupski
Rafał Krupski (ur. 1947 w Kielcach, zm. 3 grudnia 2014 we Wrocławiu) – polski ekonomista, dr hab. nauk ekonomicznych, profesor zwyczajny, rektor Wałbrzyskiej Wyższej Szkoły Zarządzania i Przedsiębiorczości (2000−2014), dyrektor Instytutu Organizacji i Zarządzania (1988−2008) kierownik zakładu a potem Katedry Strategii i Metod Zarządzania. Członek Komitetu Nauk o Organizacji i Zarządzaniu Polskiej Akademii Nauk.

## Życiorys
W 1966 roku uzyskał maturę w Technikum Chemicznym w Kielcach. W 1971 r. ukończył studia na Wydziale Inżynieryjno-Ekonomicznym, Wyższej Szkoły Ekonomicznej we Wrocławiu. W 1975 roku uzyskał doktorat nauk ekonomicznych z zakresu zarządzania na Akademii Ekonomicznej im. Oskara Langego we Wrocławiu. W 1983 roku uzyskał stopień doktora habilitowanego w naukach ekonomicznych w zakresie zarządzania. Od 1983 roku docent a od 1994 roku profesor nauk ekonomicznych.
Autor ponad 250 publikacji i założyciel wrocławskiej szkoły zarządzania strategicznego, która ma aktualnie największy wpływ na planowanie procesów produkcyjnych w przedsiębiorstwach Dolnego Śląska i południowej Polski. Jego główny wkład w naukę polską obejmuje analizy orientacji zasobowej zarządzania strategicznego i identyfikacji horyzontów planowania rynkowych i zasobowych wielkości strategicznych.

## Upamiętnienie
W 2020 jego imię nadano sali wykładowej nr 213 w budynku Z na Uniwersytecie Ekonomicznym we Wrocławiu i odsłonięto tablicę pamiątkową.